# Лесной (Красноармейский район)
Лесной — посёлок в Красноармейском районе Челябинской области России. Входит в состав Козырёвского сельского поселения.

## География
Посёлок находится на северо-востоке Челябинской области, в лесостепной зоне, к югу от федеральной автодороги Р254 «Иртыш», на расстоянии 2 километров (по прямой) к юго-востоку от села Миасского, административного центра района. Абсолютная высота 186 метров над уровнем моря.

## Население
| 2002 | 2010 |
| ---- | ---- |
| 372  | ↗406 |

Гендерный состав
По данным Всероссийской переписи населения 2010 года в гендерной структуре населения мужчины составляли 48,5 %, женщины — 51,5 %.
Национальный состав
Согласно результатам переписи 2002 года, в национальной структуре населения русские составляли 81 %.

## Улицы
Уличная сеть посёлка состоит из восьми улиц и четырёх переулков.